# Heather Bright
Heather Dawn Bright (* 15. Juli 1982 in Spartanburg, South Carolina), auch bekannt als Bright Lights und zu Beginn auch als Miss B-Rhaka, ist eine US-amerikanische Singer-Songwriterin, die insbesondere durch ihre Aktivität in den Bereichen des EDMs Bekanntheit erlangte.

## Biografie

### Leben
Heather Bright wuchs in Spartanburg im Bundesstaat South Carolina der USA auf. 2001 zog sie im Alter von 19 Jahren nach Boston, Massachusetts um eine Musikkarriere zu verfolgen. Dort besuchte sie das Berklee College of Music, wo sie 2005 ihren Abschluss absolvierte. Im Jahr 2005 wurde sie Teil der UPN Reality-TV-Serie Road To Stardom with Missy Elliott, wo sie für einen Plattenvertrag konkurrierte. Dies durchlief sie jedoch nicht erfolgreich. Nach ihrem Auftritt in der Show startete sie eine Karriere als Songwriterin in New York City. Zudem ist sie bei dem Verlag B-Rhaka Publishing aktiv.

### Karriere

#### 2009: Fokus auf Songwriting
2009 agierte Heather Bright erstmals offizielle als Songwriterin. Dies geschah bei Ashley Tisdales Hot Mess, das Teil ihres zweiten Studioalbums Guilty Pleasure. Guilty Pleasure debütierte auf Platz 12 der US-amerikanischen Album-Charts. Es folgte eine Reihe weitere Songwriting-Beiträge für Künstler wie Britney Spears, Usher, The Wanted und Far East Movement. Ihren erfolgreichsten Beitrag steuerte sie zu dem Lied Somebody To Love von Justin Bieber bei. Das Lied erreichte unter anderem Platz 15 der US-amerikanischen und Platz 16 der deutschen Single-Charts ein.
Unter dem Pseudonym Miss B-Rhaka, der an ihren Verlag B-Rhaka Publishing angelehnt ist, veröffentlichte sie 2009 die beiden Lieder Jet, Set, Go! und Prom Night Flashback auf ihrer MySpace-Seite. Diese basieren auf einer Mischung aus Rock-, Pop- und Dubstep-Musik. Bereits 2006 war sie unter dem Pseudonym auf Margot Blanches Lied Inside Out zu hören.

#### 2010 bis 2012: Erste Erfolge als Sängerin
2010 startete sie parallel zu Songwriting-Karriere eine Laufbahn als Sängerin in verschiedenen Bereichen des EDMs. Ihr erster Beitrag erfolgte bei dem Produzenten-Duo Justin Michael & Kemal. Das Lied Trouble wurde über „Ultra Records“ veröffentlicht und erreichte Platz 22 der US-amerikanischen Dance-Charts. Es folgte eine Zusammenarbeit mit dem deutschen Musiker Zedd. Das Lied erhielt den Titel Stars Come Out und erschien Ende des Jahres 2011.
Anfang 2012 wurde das Lied Don’t Blame the Party präsentiert, das in Zusammenarbeit mit Bingo Players entstand. Es stellt eine Vocal-Version des Liedes Mode, der Bingo Players dar. Sie erreichte mit dem Track unter anderem die niederländischen und belgischen Single-Charts. Am 10. April 2012 erschien über Ministry of Sound ihre gemeinsame Single mit Porter Robinson. Language basierte auf einem Progressive-House-lastigen Thema und verkörperte weniger Robinsons Complextro-Sounds. Das Lied konnte bis in die Top-10 der britischen und schottischen Single-Charts vorrücken.
Ebenfalls im Frühjahr 2012 erschien das Dubstep-Lied Light It Up mit dem US-amerikanischen Produzenten Flinch. In ähnlichem Stil arbeitete sie mit der ebenfalls US-amerikanischen Formation Savoy zusammen. Dabei kamen die vier Lieder We Are the Sun, More, So Bad und I Dare You heraus. Diese wurden vom niederländischen Erfolgs-Label „Spinnin’ Records“ veröffentlicht. Kurz darauf erschien eine zweite Kollaboration mit Zedd, die den Titel Follow You Down, auf der sie erstmals unter dem Künstlernamen Bright Lights auftauchte. Das Lied war Teil seines Debüt-Albums Clarity.

#### 2013 bis heute: Zusammenarbeit mit unter anderem Hardwell
Im Folgejahr wurde der niederländische DJ und Produzent Hardwell auf sie aufmerksam und ermöglichte neben einer Kollaboration mit 3LAU und Paris & Simo für das Lied Escape auch eine Zusammenarbeit mit ihm und Dyro. Hierbei kam das Lied Never Say Goodbye heraus, was zu einem großen Erfolg wurde. Gemeinsam trugen sie das Lied am 22. Juni 2013 beim EDC 2013 vor. Parallel nahmen sie das Lied Let Me Be Your Home für Hardwells Studioalbum United We Are auf.
Während sie sich 2014 durch Veröffentlichungen wie How You Love Me und Somehow mit 3LAU sowie Dear Life mit Dannic immer mehr in der Progressive-House-Schiene etablierte, kehrte sie mit dem Lied Where Are You Now, das in Zusammenarbeit mit Zeds Dead entstand zu ihrem ursprünglichen Dubstep-Stil zurück.
2015 arbeitete sie unter anderem mit HiFi, Thomas Gold und Dannic zusammen. Auch ihre Aktivität auf Hardwells „Revealed Recordings“ verfolgte sie fortwährend. Im Sommer 2015 erschien eine Kollaboration mit Hardstyler Wildstylez mit dem Titel Every Step I Take, die ihre erste Veröffentlichung in diesem Genre darstellte. Im Oktober gleichen Jahres erschien ebenfalls ihre erste Produktion im Bereich der Trap, die in Zusammenarbeit mit Slips & Slurs erfolgte. Diese trägt den Titel Heartless. Parallel präsentierte sie ihre erste eigene Single Runaway, bei der 3LAU als Gastmusiker mitwirkt. Das Lied orientiert sich an dem zu der Zeit sehr populärem Future-Bass-Stil.
Im Oktober 2016 veröffentlichte sie eine weitere Single mit Savoy, die jedoch im Vergleich zu ihren letzten Kollaborationen um ein weites poppiger einzuordnen war. Im Januar 2017 erschien in Zusammenarbeit mit dem koreanischen DJ und Produzenten Raiden das Lied Heart of Stil, das über Nicky Romeros „Protocol Recordings“ erschien. Der Track basiert ebenfalls auf Future-Bass-Grundlage und wurde gemeinsam beim Ultra Japan 2016 vorgestellt.
Weiterhin sang sie eine Vocal-Version zu Hardwells Erfolgssong Spaceman ein. Diese konnte sich jedoch nicht gegen Mitch Crowns Call Me a Spaceman durchsetzen und blieb vorerst unveröffentlicht. 2015 gab sie die Version als Mr. Spaceman zum kostenlosen Download frei. Am 2 bis zum 3. Februar 2017 stellte auch Hardwell zum 5-Jährigen-Jubiläum eine überarbeitete Version zum Free-Download zur Verfügung.

## Diskografie

### Singles
2009:
- Jet, Set, Go! (als Miss B-Rhaka)
- Prom Night Flashback (als Miss B-Rhaka)

2015:
- Runaway (feat. 3LAU)

#### Als Gastmusikerin
2006:
- Inside Out (als Miss B-Rhaka; mit Margot Blanche)

2010:
- Trouble (mit Justin Michael & Kemal)

2011:
- Stars Come Out (mit Zedd)

2012:
- Don't Blame the Party (Mode) (mit Bingo Players)
- Light It Up (mit Flinch)
- Language (mit Porter Robinson)
- We Are the Sun (mit Savoy)
- More (mit Savoy)
- So Bad (mit Savoy)
- Follow You Down (mit Zedd)

2013:
- I Dare You (mit Savoy)
- Never Say Goodbye (mit Hardwell & Dyro)
- Escape (mit 3LAU, Paris & Simo)
- Ghost (mit Pink is Punk & Benny Benassi)

2014:
- How You Love Me (mit 3LAU)
- Dear Life (mit Dannic)
- Where Are You Now (mit Zeds Dead)
- Somehow (mit Dash Berlin & 3LAU)
- Let Me Be Your Home (mit Hardwell)

2015:
- How To Break A Heart (mit HiFi & John Lakke)
- Forever (mit Dannic)
- Believe (mit Thomas Gold)
- Open Eyes (mit Kyle Tree)
- Every Step I Take (mit Wildstylez)
- Heartless (mit Slips & Slurs)

2016:
- The Wolf (mit Savoy)

2017:
- Heart of Steel (mit Raiden)
- Spaceman (2017 Edit) (mit Hardwell)
- Paradise (mit Laidback Luke & Made in June)

### Als Songwriterin
2009:
- Ashley Tisdale – Hot Mess (Guilty Pleasure)
- Justin Bieber – Somebody To Love (My World 2.0)
- Paradiso Girls – Boys Go Crazy (Crazy Horse)
- Allison Iraheta – Robot Love (Just Like You)

2010:
- Fantasia – Even Angels (Back To Me)
- Far East Movement – Don’t Look Now (Free Wired)
- Toni Braxton – Hands Tied (Pulse)

2011:
- Britney Spears – Trouble For Me (Femme Fatale)
- Karmin – Crash Your Party